# Legge dell'obbedienza dovuta
La legge dell'obbedienza dovuta, ley n. 23.521 obediencia debida, fu un provvedimento emanato il 4 giugno 1987 dal Parlamento argentino, durante la presidenza di Raúl Ricardo Alfonsín, allo scopo di sollevare da responsabilità, senza possibilità di prova contraria, i rappresentanti delle forze armate che si fossero macchiati di delitti contro gli oppositori e di crimini contro l'umanità durante il periodo della dittatura militare argentina tra il 1976 e il 1983.

## La fine della dittatura
Nel 1983, a seguito della sconfitta nella guerra delle Falkland, ossia il conflitto contro il Regno Unito per il possesso delle isole Malvinas, il regime militare, che governava l'Argentina dal colpo di stato del 1976, che portò al potere la giunta militare presieduta dal generale Jorge Rafael Videla, il generale Leopoldo Galtieri presentò le proprie dimissioni ed il suo posto fu preso il 1º luglio 1982 dal generale Reynaldo Bignone che, stante il sempre maggiore dissenso interno ed internazionale nei confronti della dittatura, fu costretto ad indire libere elezioni che, il 10 dicembre 1983, portarono al Governo il radicale Raúl Alfonsín.

## L'apertura delle indagini
Il ritorno alla democrazia consentì l'apertura di indagini in merito ai desaparecidos e sui casi di torture, privazioni della libertà e di omicidi avvenuti durante la guerra sporca e fu istituita la Comisión Nacional sobre la Desaparición de Personas, ("Commissione nazionale sulla scomparsa delle persone"), CONADEP, che, attraverso l'esamina dei dati contenuti nel rapporto "Nunca más", consentì l'apertura, il 20 settembre 1984, di oltre 2.000 processi nei confronti dei militari ritenuti responsabili di tali delitti.

## Le due leggi
Meno di tre anni dopo, e con una grande mole di procedimenti giudiziari in corso, il Governo licenziò due leggi: la prima fu la legge n. 23.492, detta di "Estinzione dell'azione penale" o Legge del punto finale (Ley del punto final) e la seconda fu la legge n. 23.521 detta "Legge dell'obbedienza dovuta" (Ley de la obediencia debida).
L'effetto delle due leggi fu quello di estinguere i procedimenti che erano stati disposti a carico delle persone coinvolte nei crimini commessi fino alla data del 10 dicembre 1983, giorno della fine della dittatura, ed in particolare la legge dell'obbedienza dovuta stabiliva, al suo art. 1, comma I, che "senza ammettere prova contraria, non è punibile per i delitti chi li ha commessi per avere operato in virtù dell'obbedienza dovuta", ossia la semplice obbedienza che, per il militare di qualunque grado, è dovuta al superiore che impartisce un ordine.

## L'incostituzionalità
La promulgazione delle due leggi provocò un'ondata di proteste in tutto il paese, che si acuirono nel 1989, quando fu concesso l'indulto per i reati ascritti sia ai militari che ai politici dal nuovo presidente Carlos Saúl Menem, tanto da costringere la Corte suprema di giustizia argentina, dopo la proposta di abrogazione presentata dalla deputata Patricia Walsh nel 2003, a riesaminare tanto le due leggi quanto il successivo indulto e, il 14 giugno 2005, durante la presidenza di Néstor Carlos Kirchner, tali provvedimenti furono dichiarati incostituzionali e fu consentita la riapertura dei processi.